# Det dagas
Det dagas (engelska: The Search) är en amerikansk-schweizisk dramafilm från 1948 i regi av Fred Zinnemann. I huvudrollerna ses Montgomery Clift, Aline MacMahon  och Jarmila Novotná.

## Handling
I efterkrigstidens Berlin försöker en amerikansk soldat hjälpa en vilsen tjeckisk pojke finna sin mor bland ruinerna. 

## Rollista i urval
- Montgomery Clift - Ralph "Steve" Stevenson
- Aline MacMahon - Mrs. Murray
- Jarmila Novotná - Mrs. Hanna Malik
- Wendell Corey - Jerry Fisher
- Ivan Jandl - Karel Malik / "Jim"
- Mary Patton - Mrs. Fisher
- Ewart G. Morrison - Mr. Crookes
- William Rogers - Tom Fisher
- Leopold Borkowski - Joel Markowsky
- Claude Gambier - Raoul Dubois